# عليآباد ديزغران (مقاطعة إسلام آباد غرب)
عليآباد ديزغران (بالفارسية: علی‌آباد دیزگران) هي قرية تقع في كرمانشاه في إيران. يقدر عدد سكانها بـ 245 نسمة .